# Калініна Дар'я Олександрівна
Дарія Олександрівна Калініна (рос. Да́рья Алекса́ндровна Кали́нина; нар. Ленінград, РРФСР) — російська письменниця, авторка іронічних детективів.

## Біографія
Народилася в Ленінграді. Приховує свою дату народження, вважаючи, що «ця річ для жінки взагалі абсолютно непотрібна». Відомо лише, що за знаком Зодіаку вона — Овен.
Навчалася в школі імені К. Е. Ціолковського з упором на технічні дисципліни, потім вступила до політехнічного інституту, де вирішила присвятити себе педагогіці. Перейшла в Російський державний педагогічний університет імені О. І. Герцена, де отримала професію педагога загальнотехнічних дисциплін. Після отримання диплома працювала в школі вчителькою математики один рік.
Вперше про письменництво задумувалася після успішно складеного іспиту з літератури, коли написала твір, у якому розкрила тему, якої зовсім не знала. Письменницькою діяльністю зайнялася в 1997 році. Працювала деякий час позаштатною співробітницею в газеті «Секретні матеріали» і одночасно писала детективи, романи і фантастику. «Якось мені захотілося описати один день життя. Дуже вже він вийшов хорошим, повним приємних епізодів. Сподобалося, захотілося писати ще і ще… Я вчилася і працювала — спочатку в ресторані, згодом вчителькою, репетитором (викладала на дому математику). Письменництво було моєю віддушиною, своєрідним видом відпочинку», — так описує початок своєї письменницької кар'єри. Через деякий час вона вирішує публікуватися. Єдиним видавництвом, у якому затвердили її рукопис, стає московське «Ексмо». В той час воно відкривало нову серію — «Іронічний детектив», і твір Калініної як раз в неї вписувалося. Перша книга вийшла в 1999 році і називалася «З мухи вийде слон».
За спостереженнями літературної критики, вважається однією з найбільш плідних авторів, які пишуть у жанрі іронічного детективу.

## Твори

### Романи[2]
1. «З мухи вийде слон»
2. «Роби усе навпаки»
3. «Крадіжка з обломом»
4. «Жарти старих дів»
5. «Тримай хвіст пістолетом»
6. «Багато шуму і… нічого»
7. «Цілий вагон наречених»
8. «Жаднюга платить двічі»
9. «Баран і нові ворота»
10. «Циклоп в корсеті»
11. «Спритне ребро Адама»
12. «Перчик на десерт»
13. «Пустотливий дідусь»
14. «Пікнік на Лисій горі»
15. «Тигр у фраку»
16. «П'яна устриця»
17. «Великосвітський сходняк»
18. «Джентльмени не люблять білянок»
19. «Міраж в обручці»
20. «Тиждень з семи п'ятниць»
21. «Рандеву з водяним»
22. «Коханець для Курочки-Ряби»
23. «Пристріт псуванні — не перешкода»
24. «Оселедець під норковою шубою»
25. «Кохання і їжачки»
26. «Дуля з маком»
27. «Свиня в апельсинах»
28. «Хатинка на козячих ніжках»
29. «Нісенітниця і збоку бантик»
30. «Строкаті чоловічки»
31. «Нуль в пошуках палички»
32. «Детонатор для секс-бомби»
33. «Парасолька для дельфіна»
34. «Монстр в рожевих окулярах»
35. «101 спосіб потрапити в рай»
36. «Зимовий вечір в ополонці»
37. «Дама зі злою собачкою»
38. «Вояж на Кудикіни гору»
39. «Зоряний пил на підборах»
40. «Примара з хорошим родоводом»
41. «Віник червоних троянд»
42. «Агент сімейної безпеки»
43. «Танець навколо живота»
44. «Мексиканські пристрасті»
45. «Сім непрошених гостей»
46. «Помста в ажурних панчохах»
47. «Самба з зеленими чоловічками»
48. «Правила жаркого сексу»
49. «Леді Бетмен»
50. «Три красуні за одну ніч»
51. «Німфа з великими понтами»
52. «Мулатка в білому шоколаді»
53. «Гусари грошей не беруть»
54. «Неповна дура»
55. «Лицар з буйною фантазією»
56. «Серійний бабій»
57. «Тренінг для коханки»
58. «Бонус для монсеньйора»
59. «Та допоможе нам Бос!»
60. «У гонитві за бурхливим сексом»
61. «Сваха для ченця»
62. «Полуничка по-шведськи»
63. «Красуня на всі руки»
64. «Дайвінг для крокодила»
65. «Цирк під ковдрою»
66. «Весільна подорож в один кінець»
67. «Ательє царських прикидів»
68. «Царство нечистої сили»
69. «Засідка на женихів»
70. «Олігарх-підкаблучник»
71. «Куди зникають шанувальники?»
72. «Повернення блудного бумеранга»
73. «Суперневдачлива»
74. «Квіткове алібі»
75. «Золото фамільного склепу»
76. «Казино „Танцюючий бегемот“»
77. «Мільйон під шлюбним ложем»
78. «Фанат Казанови»
79. «Коли спокушає жінка»
80. «Рай на п'ять зірок»
81. «Секрети бабусі Ванги»
82. «Гетера з лимонами»
83. «Коханець від бога»
84. «Спадкоємиця англійських лордів»
85. «Третя ступінь близькості»
86. «Міланський тур на двох»
87. «Стукають — закрийте двері!»
88. «Бережись свекрухи!»
89. «Перед смертю не нафарбуєшся»
90. «Щелепи долі»
91. «Дай! Дай! Дай!»
92. «Покохаю і отрую»
93. «Три принци для Попелюшки»
94. «Помри багатим!»
95. «Ніч кохання в протигазі»
96. «Дудочка альфонса»
97. «Шито-крито!»
98. «Кілер на дієті»
99. «Баби Алі-Баби»
100. «Королівські цяцьки»
101. «Теща-привид»
102. «Чому чоловіки брешуть»
103. «Русалочка в шампанському»
104. «Амазонки під чорними вітрилами»
105. «Верхи на птаху щастя»
106. «Чарівна отрута кохання»
107. «Приворот від воріт»
108. «Рука, серце і гаманець»
109. «Алмаз в декольте»
110. «Ігри велелюбних фей»
111. «Рай в негліже»
112. «Царівна золотої гори»
113. «Колючки в шлюбному ліжку»
114. «Поцілунок догори дригом»
115. «Куховарська книга вуду»
116. «Подвійне життя чарівниці»
117. «Розлучення за одну ніч»
118. «На шпильках по джунглях»
119. «Босоніж по стразам»
120. «Жертви веселої вдовушки»
121. «Справа гангстера боїться»
122. «Гарем шоколадного зайки»
123. «Кохання до кришталевої труни»
124. «Серце красуні схильне до зради»
125. «Володар шлюбних кілець»
126. «Вогонь, вода і мідні копійки»
127. «Без штанів — але в капелюсі»
128. «Обіцяти — не означає одружитися»
129. «Спекотна жінка — мрія буржуя»
130. «До чаклунки не ходи»
131. «Хазяйка свята життя»
132. «Затягни мене в Едем»
133. «На стрілку з янголами»
134. «Остання ніч під зірками»
135. «Тато Карло з Монте-Карло»
136. «Скарб царя Гороха»
137. «Готуй заповіт влітку»
138. «З царського плеча»
139. «Світло в кінці Бродвею»
140. «Діаманти в шоколаді»
141. «Музей ідеальних фігур»
142. «Ріжки і довгі ніжки»
143. «Шахи на роздягання»
144. «Острів в морі насолод»
145. «Солярій для Снігової королеви»
146. «Опівнічний танець кентаврів»
147. «Сміх і смертний гріх»
148. «Принц на білому поні»
149. «Танго на власних граблях»
150. «Свавілля в благородному сімействі»
151. «Свекруха для Білосніжки»
152. «Конфуз в небесній канцелярії»
153. «Витязь без шкури»
154. «Круїз самовдоволеного амура»
155. «Помста вередливої примари»
156. «Чудовисько в капелюшку»
157. «В сім'ї не без вбивці»
158. «Королева білих мишок»
159. «Смерть з консервної банки»
160. «Кримінал на лабутенах»
161. «Бабуся по іпотеці»
162. «Закриття Америки»
163. «Піф-паф, прекрасна маркіза!»
164. «Зроби мені щастя»
165. «Чоловік з натурального хутра»
166. «Чотири небіжчика і одне весілля»
167. «РАЦС на курячих ніжках»
168. «По скелету всьому світу»
169. «Чоловік та інші дрібниці життя»
170. «Сезон полювання на чоловіків»
171. «Розлучення, дракон і дівоче прізвище»
172. «З милим і в хрущовці рай»
173. «Вас в РАЦС не стояло»
174. «Самотнім надається тато Карло»
175. «Перший чоловік грудкою»
176. «Рік вогняного нареченого»
177. «Кобель домашній середньої паршивості»
178. «Кров, любов і голуби»
179. «Привид в шкіряних черевиках»
180. «Тітонька із загрозою для життя»
181. «Дурдім з мезоніном»
182. «По кому Мендельсон плаче»
183. «Сюрприз під мідним тазом»
184. «Драйв, хайп і кайф»
185. «Вбивство в стилі „Хайлі лайкі“»
186. «Таємне кубло Білосніжки»
187. «Пані Великого Комбінатора»
188. «Квартирант з посагом»
189. «Шлюбна ніч у музеї»
190. «Сафарі на Жар-птицю»
191. «Сервіз для божевільного чаювання»
192. «Злочин по нотах»
193. «Помста за новою технологією»
194. «Фальшивий золотий ключик»
195. «Плюшева засідка»
196. «Собаці – собаче життя»
197. «Промінь світла в темній комуналці»
198. «Кошмар на вулиці дачній»
199. «Дівчина з чеширською парасолькою»
200. «Муха з татухою»
201. «Червоненька квіточка для чудовиська»
202. «Наречені в білих капцях»
203. «Квест з привидами»
204. «Віртуальна сищиця»
205. «Танці з бубнами»
206. «Обережно: карантин!»
207. «Парад женихів»
208. «Варення з мухоморів»
209. «В стразах тільки дівчата»
210. «Старенькі-розбійниці»
211. «Місце зустрічі відвідувати не можна»
212. «Бідна мільйонерка»
213. «Понеділок починається в червні»
214. «Чотири чіки і собачка»
215. «Окуляри великого міста»
216. «Спадок улюбленої тещі»
217. «Шпигуни біля дачі»
218. «Шахрай моєї мрії»
219. «Суфле з блідої поганки»
220. «Всім Хуанам по сомбреро»
221. «Котячий будинок з вбивцею»
222. «Сирний злодій»
223. «Темне минуле Фрекен Бок»
224. «Примари поганої квартири»
225. «Рейтинг собачої ніжності»
226. «Вальс закоханих папуг»
227. «Таємниця кота Бразиліо»
228. «Шашлик з курочки Ряби»
229. «Скрипковий ключ до щастя»
230. «Дієта з неприємностями»
231. «Останній писк модниці»
232. «Сироватка щастя»
233. «Наввипередки зі страусом»
234. «Джин з консервної банки»
235. «Маленькі витівки примадонни»
236. «Меню голодного леопарда»
237. «Секретна зброя Жар-птиці»
238. «Фан-клуб Посейдона»
239. «Бібліотека царя Гороха»
240. «Спа-салон Шахерезади»
241. «Напій для Шапокляк»
242. «Тисяча і одна дочка»
243. «Прокляття злого Леопольда»
244. «Вбивства і квіточки»
245. «Коханню всі віки покірні»

### Розповіді
1. «Гірська шипшина»
2. «Казка про доброго чарівника і його Червоній Шапочці»
3. «Літній палац»
4. «Небезпечний янголятко»
5. «Парад спадкоємців»
6. «Подруга буває кусючою»
7. «Гнів сім'ї»
8. «Літній відпочинок»
9. «Сімейний готель»
10. «Сімейка скелетів у шафі»
11. «Танці маленьких жабенят»
12. «Ненудний дід»
13. «Наречений у навантаження»
14. «Політ на мітлі»
15. «Сім'я напрокат»
16. «Бабуся з секретом»
17. «Сімейка з секретом»